# NovelWriter
novelWriter — програма (з відкритим початковим кодом) для написання художньої літератури та нон-фікшну. Створена та підтримується норвезькою науковицею та письменницею Веронікою Берґлід Олсен.

## Функціонал
Функціонал програми включає можливість розбиття твору на розділи та сцени, які можна вільно переміщувати по твору, файли з описами персонажів, локацій, сюжетних ліній, та теги для пов'язування розділів та сцен із персонажами, локаціями та сюжетними лініями. Можливо також додавати файли нотаток до твору у вільній формі. Завершений твір можливо експортувати у один з доступних форматів, включно з DOCX.
Програма зберігає текст твору в текстових файлах формату, заснованому на Markdown.